# Costică Acsinte

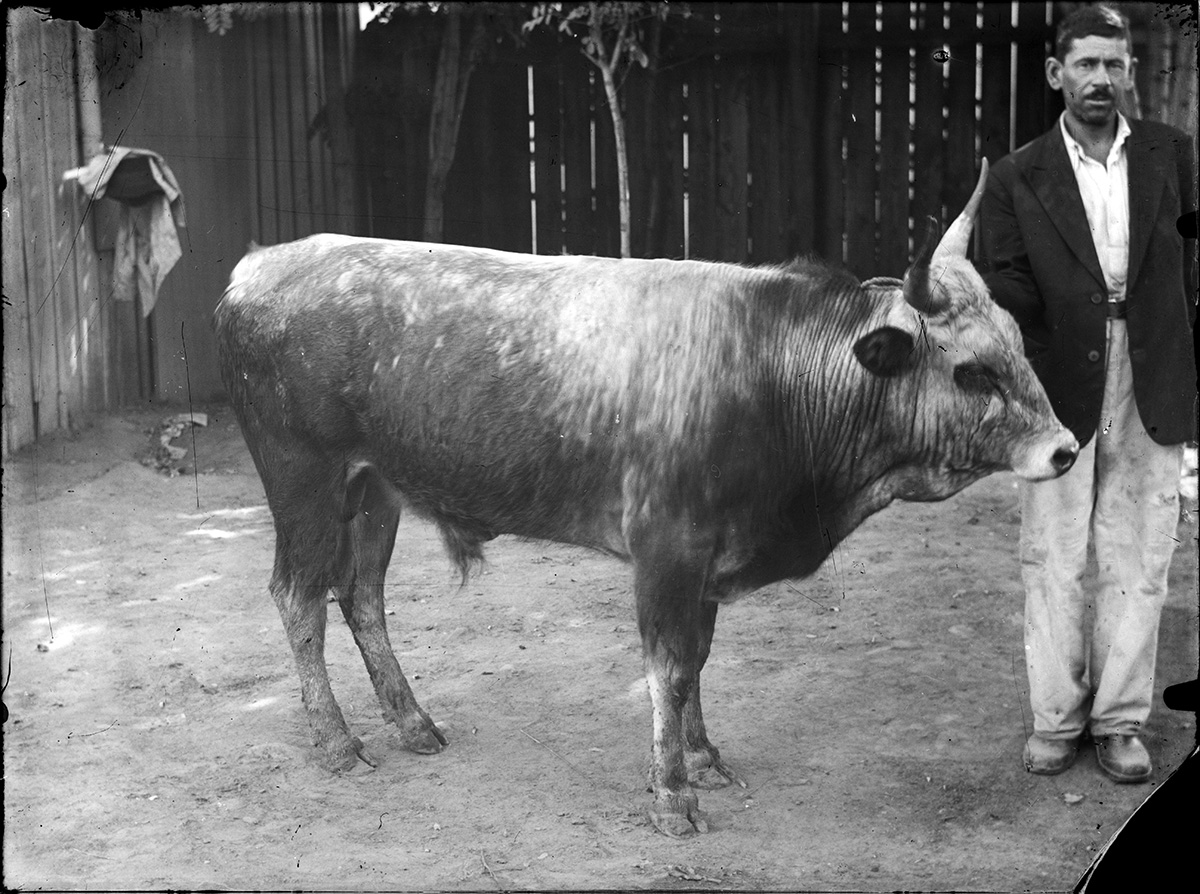
Costica Acsinte: Fotografie skotu

Costică Acsinte (rozený Constantin Axinte; 4. července 1897, Perieți, Ialomița, Rumunsko – 7. ledna 1984, Slobozia) byl rumunský fotograf.

## Životopis
Constantin Axinte se narodil 4. července 1897 ve vesnici Perieți, Ialomița, Rumunsko jako druhé ze sedmi dětí Costache a Marie. Stal se známým pod pseudonymem Costică Acsinte, který je uváděn na zadní straně většiny jeho fotografií.
Vystudoval po 5. třídě v Perieți jako průměrný student. V osmnácti letech absolvoval pilotní školu Cotroceni v Bukurešti, pilotní průkaz však nezískal (k 1. dubnu 1913 mělo Rumunsko pouze 20 licencovaných pilotů). Se začátkem první světové války se Costica Acsinte zapsal jako dobrovolný válečný fotograf a vytvářel své vlastní fotografie i fotografie rumunských pilotů a průzkumných misí. Vyvolával také filmy pro francouzské průzkumné mise a dokonce i pro ruské piloty 1. a 3. letecké skupiny. Aktivně pracoval pro fotografický oddíl letecké perutě 1 rumunské armády.
Své zážitky zvěčnil v soukromém fotografickém albu, které obsahuje 84 stran a 327 fotografií, z nichž většinu doprovází krátký daktylografický popis (album obsahuje i kresby, náčrty a výstřižky z novin). Mezi vyfotografovanými jsou: Ferdinand I. Rumunský, Rumunská královna Marie Karel II., Henri Mathias Berthelot nebo generál Eremia Grigorescu.
Axinte Constantin byl demobilizován 15. června 1920 jako seržant. V letech 1920 až 1926 spolupracoval s neznámým fotografem z Bukurešti, od kterého si půjčoval fotografické vybavení a materiály. Dne 23. prosince 1926 se oženil s Elenou Dumitru a krátce po této události začal s přestavbou domu na ulici Ianache ve Slobozii, která byla dokončena až v roce 1930 (dům byl zbořen v roce 1985). Costică Acsinte měl tři děti: Alexandru (Sandu), Ecaterina a Viorica. V roce 1930 si v centru města Slobozia otevřel fotografické studio s názvem „Foto Splendid Acsinte“, které do roku 1950 pracovalo se skleněnými deskami jako fotografickou podporou (většinou želatinové stříbrné desky Agfa). Později přešel na planfilm a 35mm a 120mm film.
V roce 1960 odešel do důchodu a jeho fotografický ateliér byl krátce poté zbořen. Po roce 1960 Costică Acsinte pokračoval ve fotografování v sousedních vesnicích Slobozia, zejména ve vesnici Grivița.
Zemřel 7. ledna 1984 a byl pohřben na hřbitově Bora ve Slobozii.
Costică Acsinte získal v roce 2009 titul „Ctěný občan“ Slobozie.

## Dílo
Odkaz Costică Acsinte spočívá ve více než 9 000 filmových negativech na skleněných deskách, menším počtu negativů ve formě planfilmů a neznámém počtu fotografických tisků. Většina tisků nese na zadní straně razítko fotografického studia „Foto Splendid Acsinte“.
V roce 2013 byl zahájen projekt digitalizace této rozsáhlé sbírky momentů z minulosti, přičemž některá díla jsou v pokročilém stavu degradace. V současné době je digitální verze děl Costică Acsinte ve veřejné doméně a pokrok projektu digitalizace lze sledovat na webových stránkách projektu (asi 7000 fotografií). Digitální fotografie lze také vidět na Flickru Commons.

## Galerie

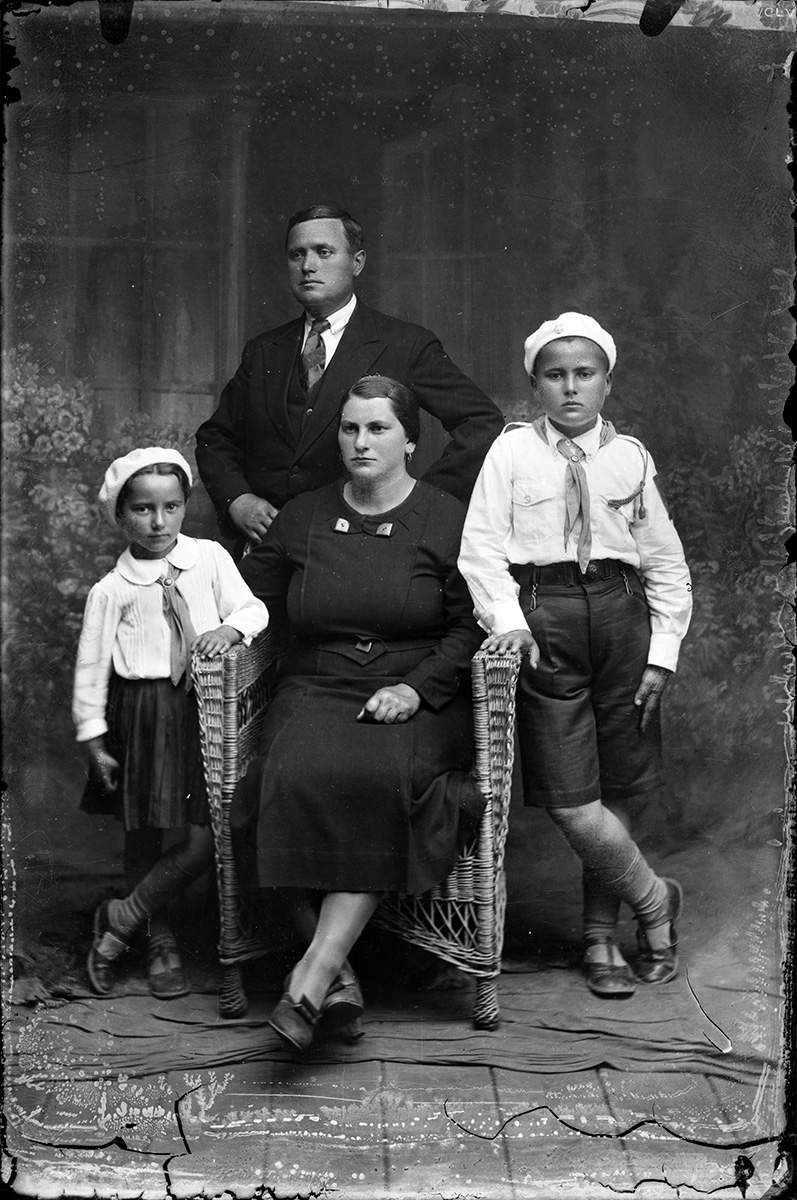
Manželka Elena, manžel Costică a děti (ve strážní uniformě) Ecaterina a Alexandru Acsinte. Fotografie byla pořízena ve studiu Foto-Splendid Acsinte
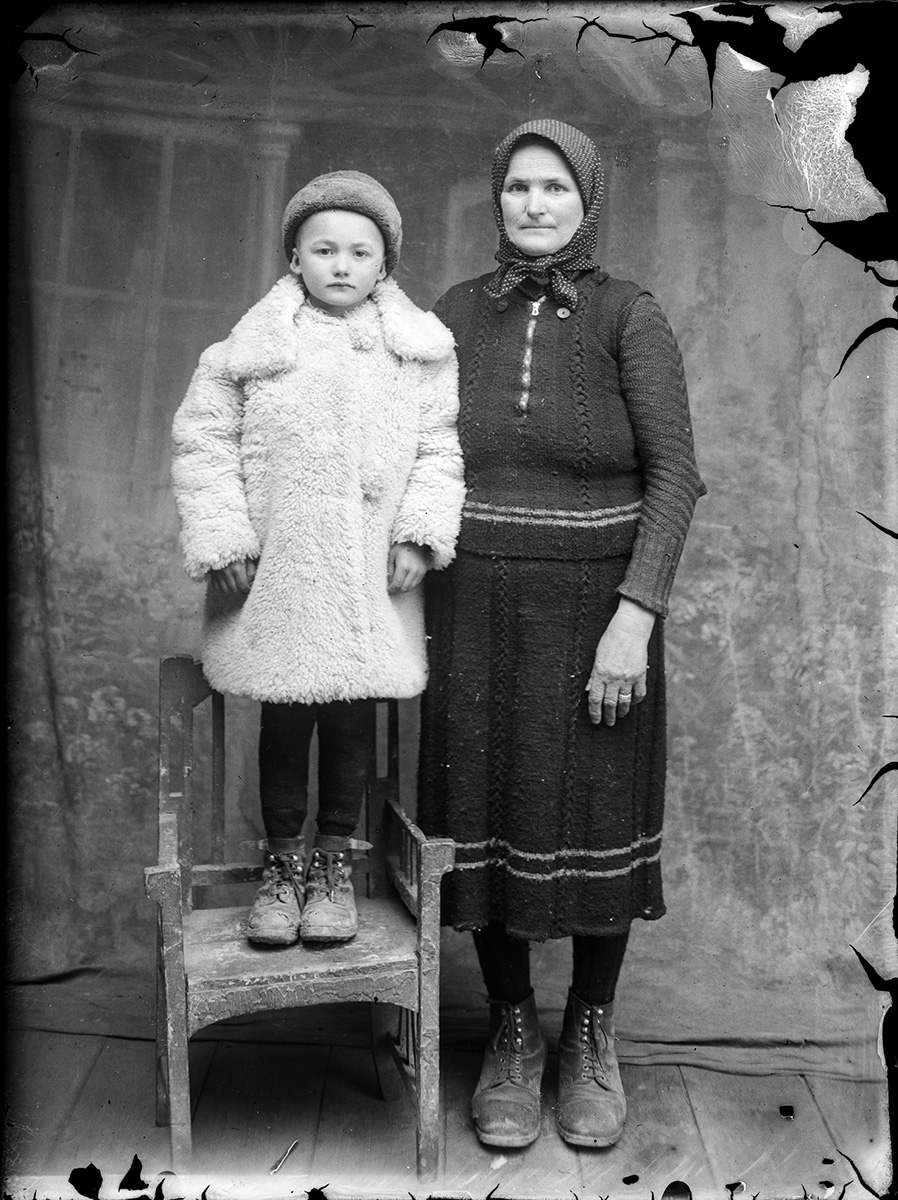
Ateliérová portrétní fotografie
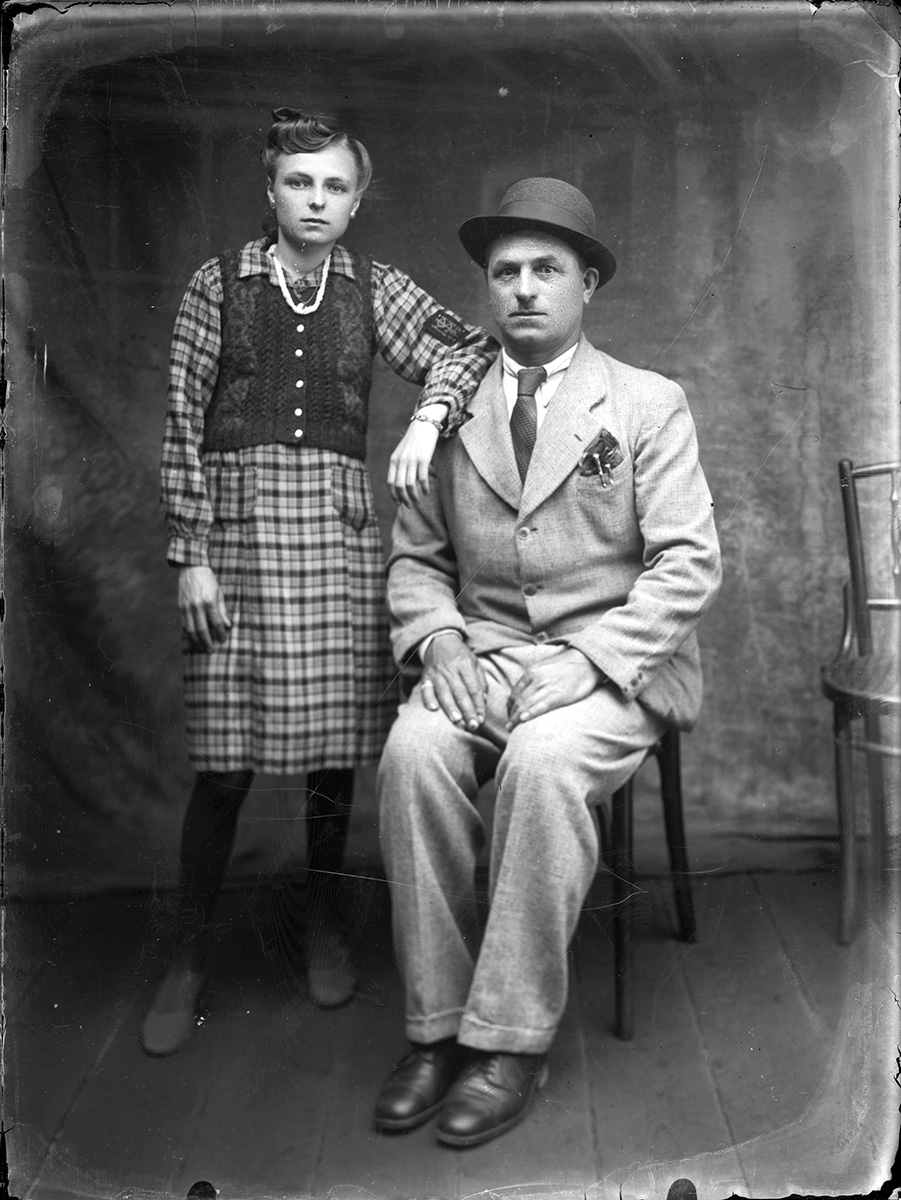
Ateliérová portrétní fotografie
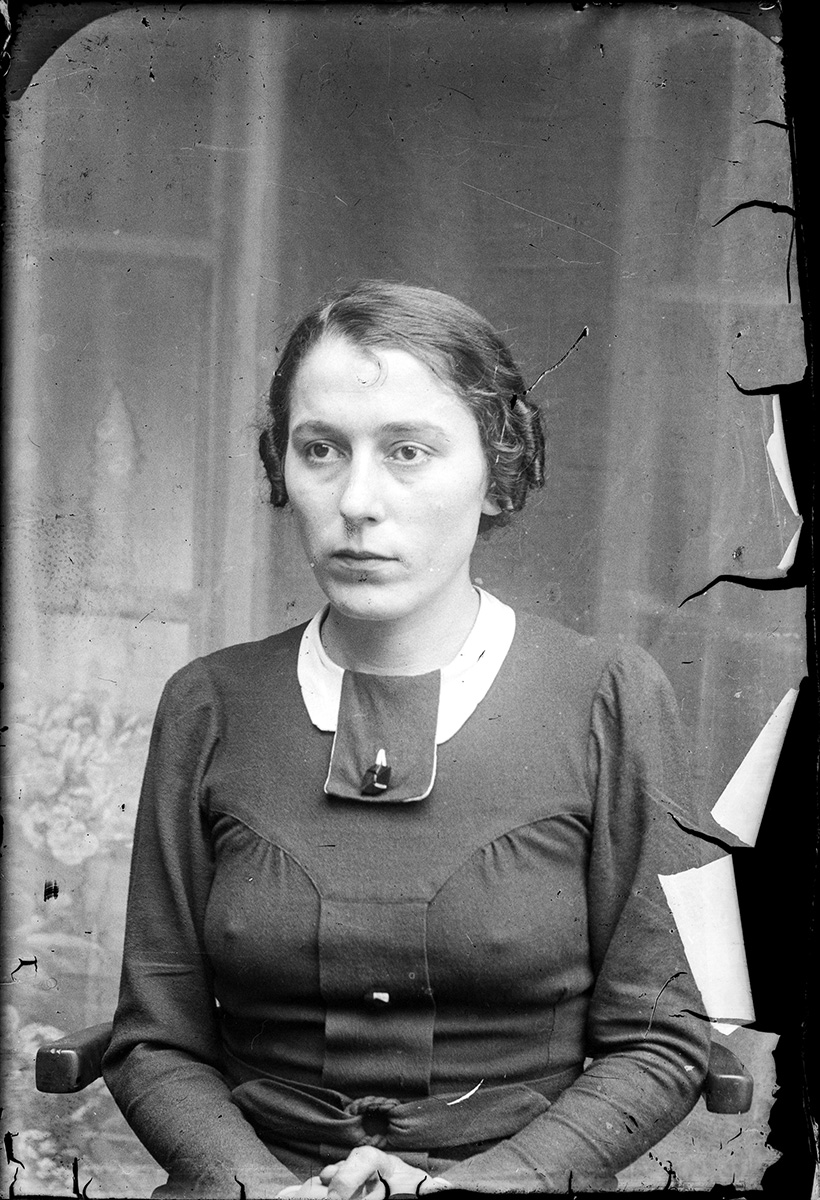
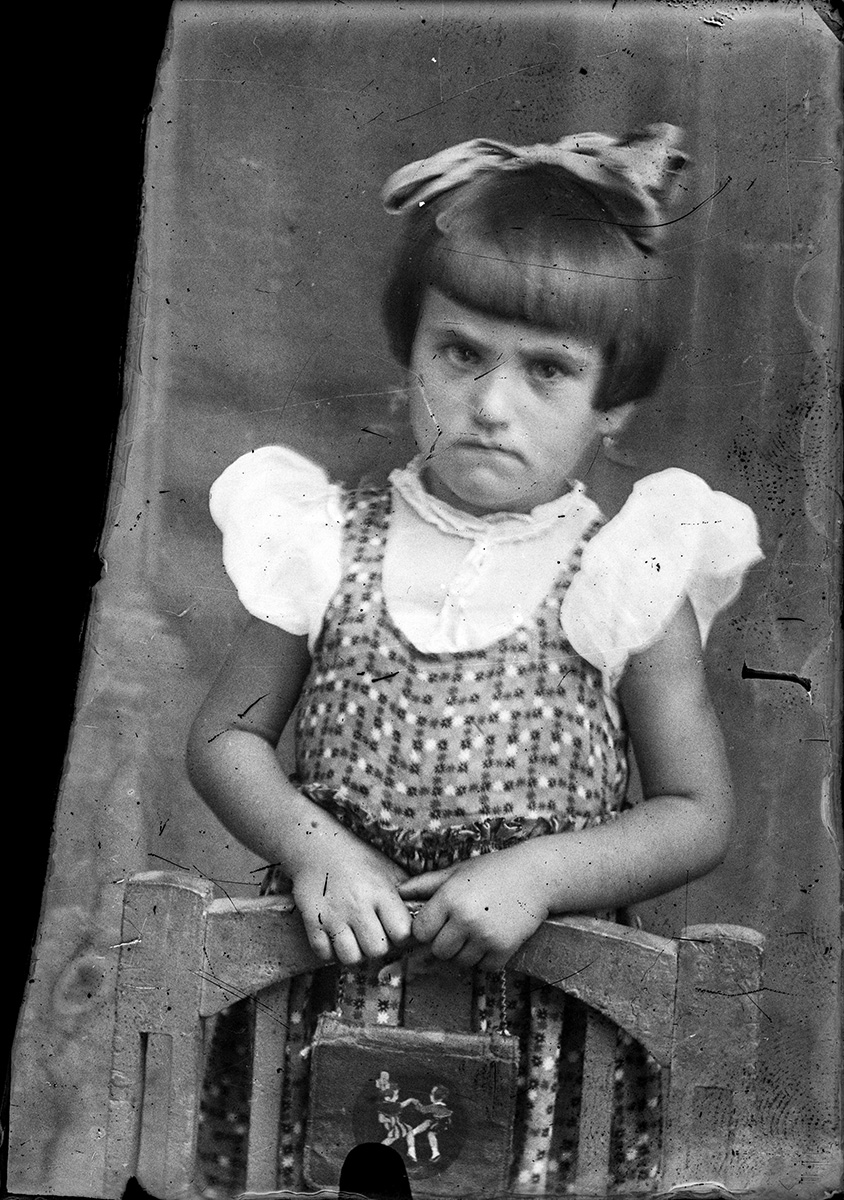
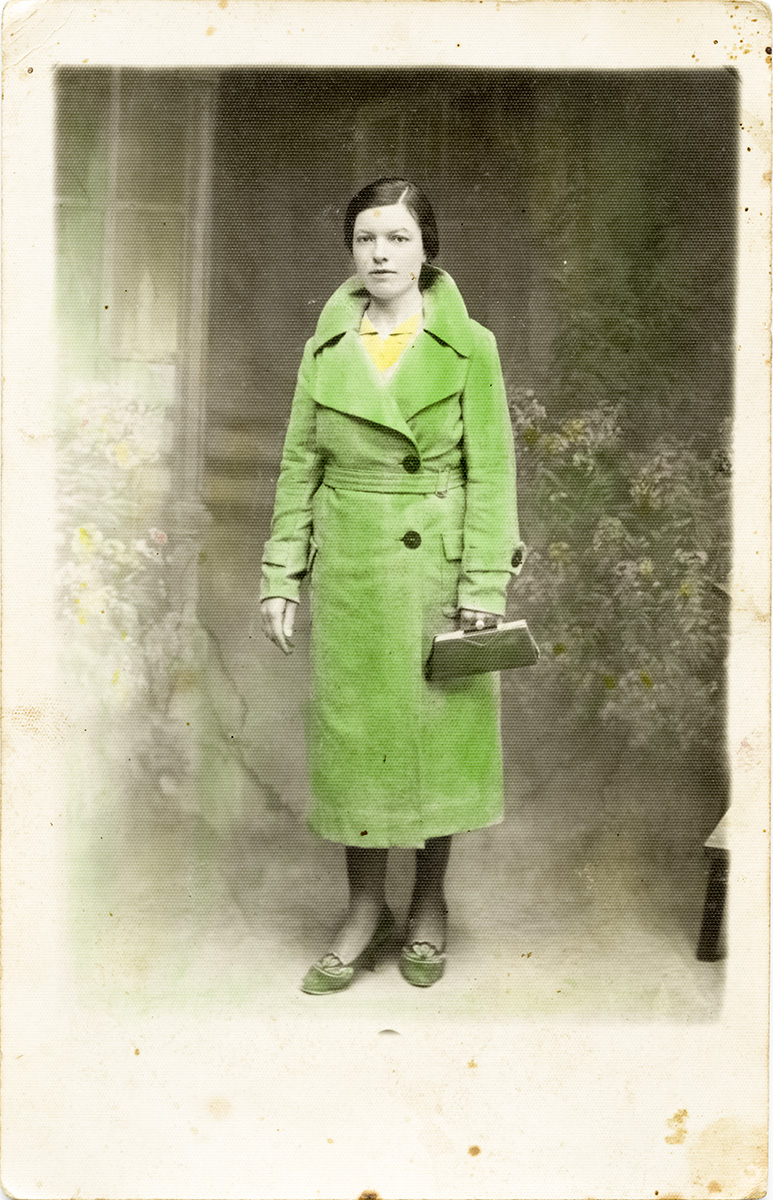
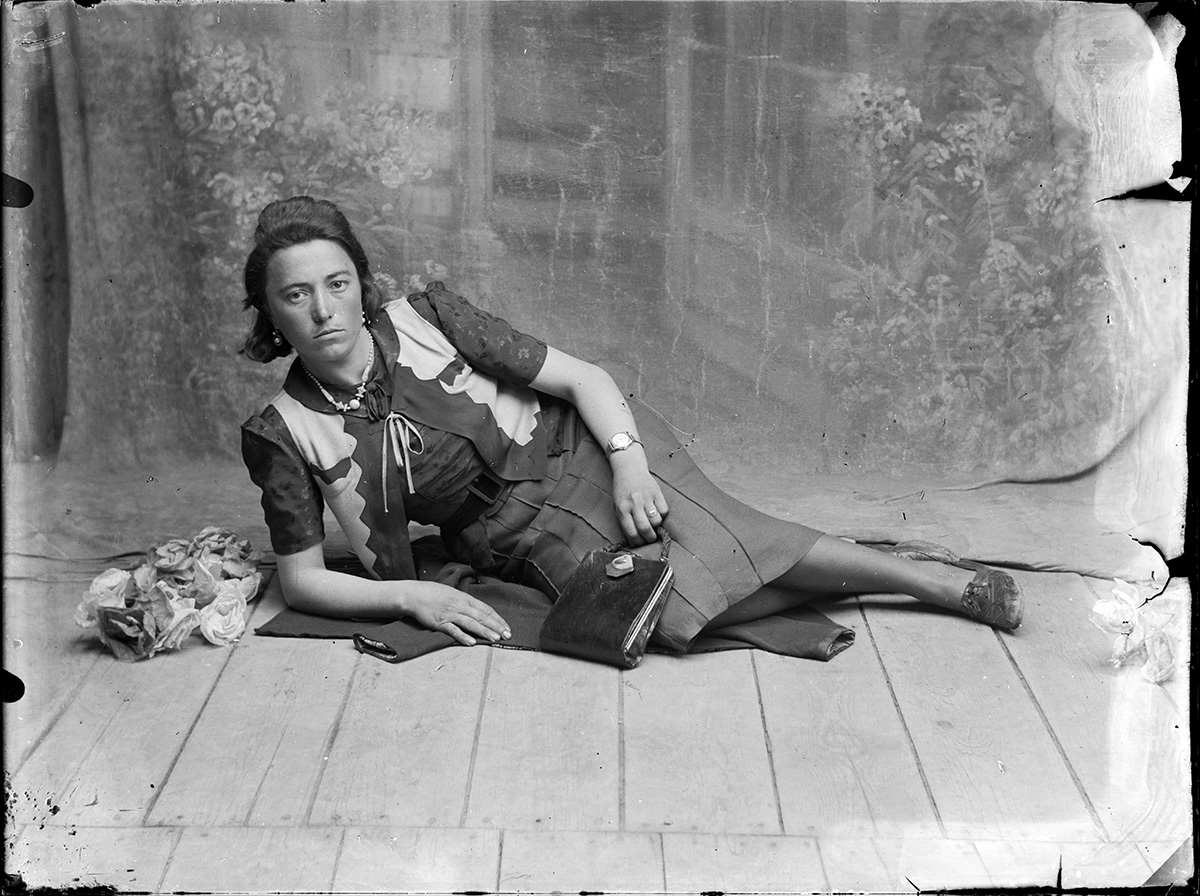
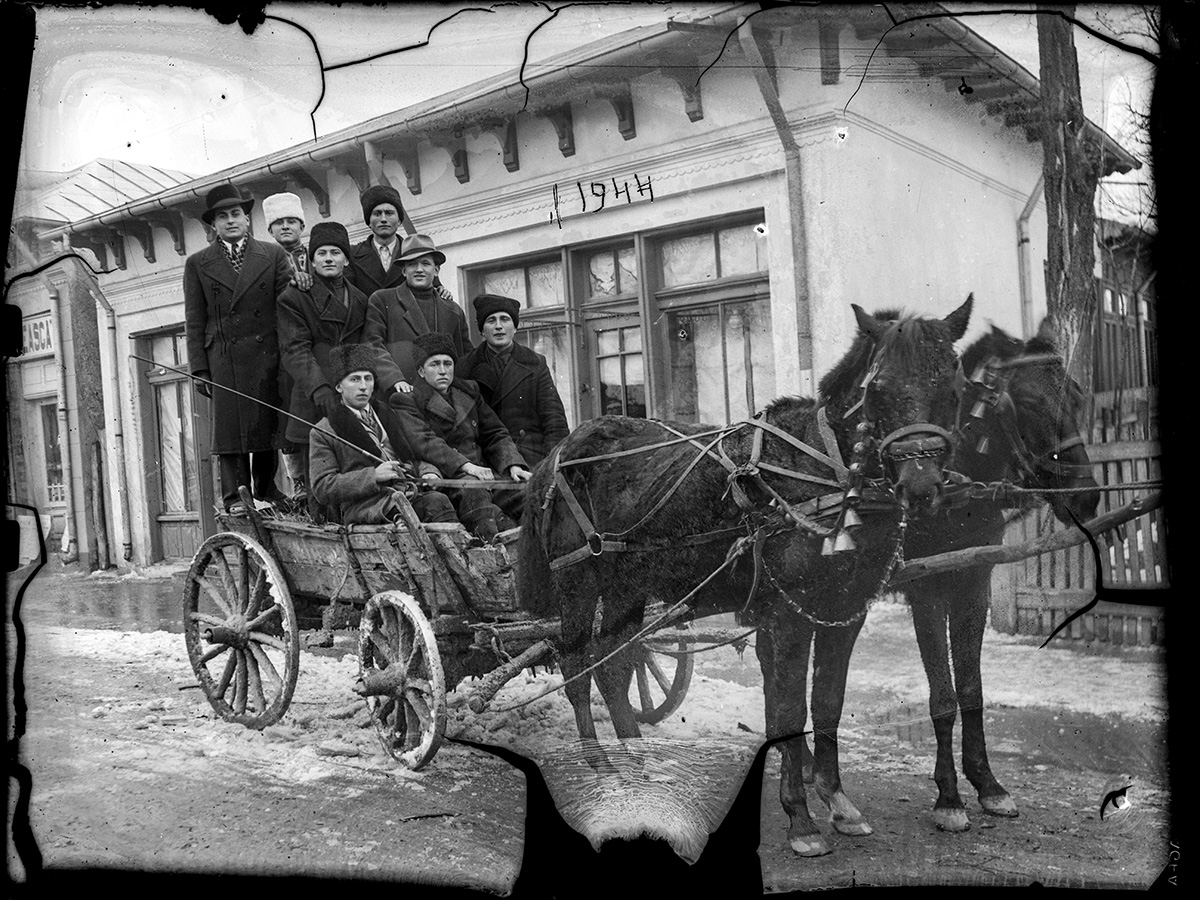
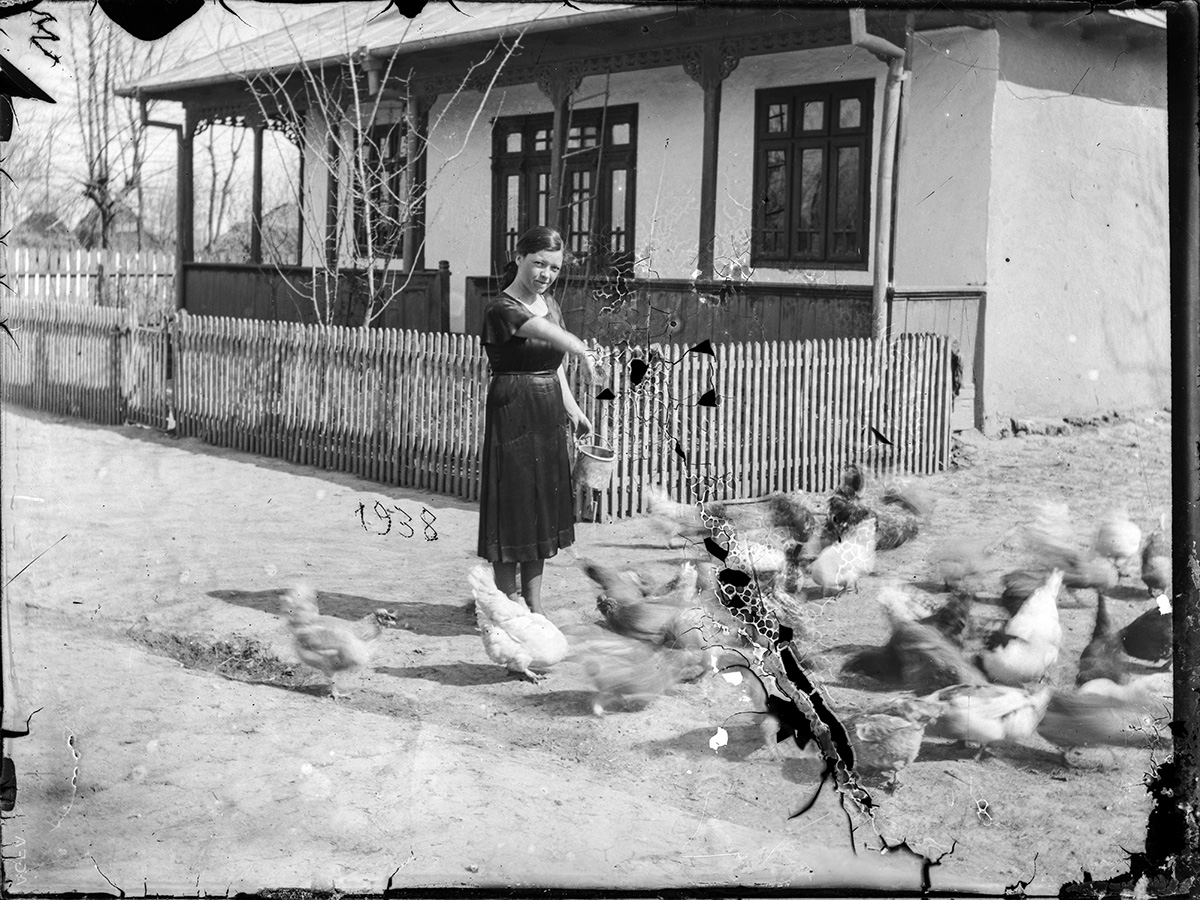